# رومولو (لاعب كرة قدم)
رومولو (بالبرتغالية: Rómulo Filipe Cunha Silva‏) هو لاعب كرة قدم برتغالي، ولد في 13 يوليو 1976 في جوندومار في البرتغال. لعب مع نادي غوندومار.